# Malacanthidae
Malacanthidae là một họ cá biển, theo truyền thống xếp trong bộ Cá vược (Perciformes), nhưng gần đây được xếp ở vị trí không chắc chắn (incertae sedis) trong loạt Eupercaria.
Họ này thường được tìm thấy ở những vùng cát, đặc biệt là gần các rạn san hô. Một số loài trong họ cá này là cá thực phẩm quan trọng ví dụ như cá nàng đào. Cục Quản lý Thực phẩm và Dược phẩm Hoa Kỳ cảnh báo phụ nữ mang thai hoặc cho con bú không nên ăn cá ngói và một số loại cá khác do nhiễm thủy ngân. Các loài cá ngói nhỏ hơn, đặc biệt nhiều màu sắc được nuôi trong bể cá.

## Đặc điểm
Các thành viên của họ Malacanthinae mảnh mai hơn với thân hình thon dài và đầu tròn. Cá ngói có kích thước từ 11 cm (cá ngói vàng-Hoplolatilus luteus) đến 125 cm (cá ngói lớn miền bắc- Lopholatilus chamaeleonticeps) và trọng lượng 30 kg. Cả hai phân họ đều có vây lưng và vây hậu môn dài, cái sau có một hoặc hai gai. Các nắp mang (opercula) có một cột sống có thể sắc hoặc cùn. Vây đuôi có thể có hình dạng từ cắt ngắn đến chẻ đôi. Hầu hết các loài có màu sắc không đa dạng, thường là màu vàng, nâu và xám.
Chúng là cá nước cạn, cá ngói thường được tìm thấy ở độ sâu 50–200 m ở cả vùng nước ôn đới và nhiệt đới của Đại Tây Dương, Thái Bình Dương và Ấn Độ Dương. Tất cả các loài tìm nơi trú ẩn trong hang tự tạo, hang động dưới chân các rạn san hô, hoặc đống đá, thường trong hẻm núi hoặc ở rìa của sườn dốc. Hoặc chất nền sỏi hoặc cát có thể được ưa thích, tùy thuộc vào loài. Cá ngói ăn chủ yếu trên động vật không xương sống nhỏ, đặc biệt là động vật giáp xác như cua và tôm. 